# Les Gros Chevaliers
Les Gros Chevaliers (The Big Knights) est une série télévisée d'animation britannique en treize épisodes de dix minutes, créée par Mark Baker et diffusée à partir du 19 décembre 1999 sur BBC One. En France, la série a été diffusée à partir de 1999 sur La Cinquième et plus tard sur Canal+ dans le programme Canaille + en 2006 et sur Télétoon durant le bloc Ça toon la nuit.

## Synopsis
Cette série met en scène les aventures de deux chevaliers, Sir Boris et Sir Morris, incroyablement forts (leur taille est celle de deux hommes, leur poids de quatre et leur force de seize...). Ils ont un chien et un hamster nommés Sir Horace et Sir Doris respectivement. Ils sont également très stupides, passant le plus clair de leur temps à réparer les catastrophes qu'ils ont provoquées...
(Note : En version française, les noms sont Sire Médard et Sire Balthasar)

## Récompenses
- Festival international du film d'animation d'Annecy 2001 : Prix spécial pour l'épisode Les chevaliers en détresse.

## Épisodes
1. Les chevaliers en détresse (Knights In Distress)
2. Ethel et le lutin (Ethel and the Imp)
3. L'école de chevalerie (Knight School)
4. La machine à remonter le temps (Time Protonosphere)
5. Aux pays des vampires (The Land of the Vampires)
6. Sir Morris et le pied de haricot (Sir Morris and the Beanstalk)
7. Le grand tournoi (The Village Games)
8. Sortilège (Alchemy)
9. Ou est passé Sir Doris (Lost Doris Sir Doris)
10. Les chevaliers de l'horloge (Clockwork Knights)
11. Le pont du troll (The Troll Bridge)
12. La centrale écologique (Proton Power)
13. Gros chevalier et la famille royale (The Royal Escort)